# اولیویا نوبز
اولیویا نوبز (انگلیسی: Olivia Nobs؛ زادهٔ ۱۸ november ۱۹۸۲ (۴۲ سال)) ورزشکار اسنوبردسواری اهل سوئیس است.
وی در مسابقات کشوری و بین‌المللی در مجموع برندهٔ ۱ مدال نقره، ۱ مدال برنز شده‌است.